# Franjo Štefanović
Franjo Štefanović (Petrovaradin, 12. ožujka 1879. – Petrovaradin, 26. siječnja 1924.) je bio srijemski hrvatski skladatelj i pjesnik, tvorac dječje opere i školski upravitelj (današnja OŠ "Jovan Dučić", osnovana 1876., od 1945. zvana "Ivan Goran Kovačić" i "Vladimir Nazor", a od 1993. "Jovan Dučić"). U Štefanovićevoj školi je 1969. postavljena njegova bista.

## Biografija
Štefanović se rodio u Petrovaradinu 1879. godine. Škole je pohađao u rodnom gradu, zatim u Zemunu, Osijeku i Zagrebu. Radio je po Srijemu, u podunavskim mjestima Slankamenu, Čereviću kod Beočina i na koncu u Petrovaradinu.
Štefanović se isticao velikim domoljubljem. Od zaborava je njegove tekstove spasio Stanislav Preprek, njegov poznati sugrađanin. Najpoznatija njegova skladba je "Šumska kraljica".
Umro je 1924. u rodnom Petrovaradinu u 45. godini života od sušice.
Pravu je slavu Štefanović doživio poslije smrti, jer je za života bio ili nedovoljno poznat po svom radu, odnosno neshvaćen. Dana 30. ožujka 2007. dobio je još jedno priznanje u svom gradu: njemu u spomen održana je književna večer od strane hrvatskog kult.-prosvjetnog društva "Jelačić".
Od 2015. u Petrovaradinu djeluje prosvjetno društvo koje nosi njegovo ime, Udruženje Hrvatsko prosvjetno društvo "Franjo Štefanović".

## Vanjske poveznice
- Arhiva medija Srbije  Arhivirana inačica izvorne stranice od 28. rujna 2007. (Wayback Machine) Književnik i skladatelj, "Hrvatska riječ", 06.04.2007
- Matica hrvatska  Arhivirana inačica izvorne stranice od 21. kolovoza 2007. (Wayback Machine) - Klasje naših ravni 2004-5-6, Đuro Rajković o Štefanoviću
- Članak u novosadskom "Dnevniku"  Arhivirana inačica izvorne stranice od 27. rujna 2007. (Wayback Machine) Škola u novom ruhu